# Ratpenat d'espatlles grogues peruà
El ratpenat d'espatlles grogues peruà (Sturnira bidens) és una espècie de ratpenat de la família dels fil·lostòmids. Viu a Colòmbia, l'Equador, el Perú i Veneçuela. El seu hàbitat natural són zones humides i la selva nebulosa. No hi ha cap amenaça significativa per a la supervivència d'aquesta espècie.